# كاساندرا كيل
كاساندرا كيل (بالإنجليزية: Cassandra Kell)‏ هي لاعبة كرة قدم أسترالية، ولدت في 8 أغسطس 1980 في أستراليا.

## وصلات خارجية
- كاساندرا كيل على موقع الاتحاد الدولي (مؤرشف)  (الإنجليزية)
- كاساندرا كيل على موقع قاعدة بيانات كرة القدم.إي يو (الإنجليزية)
- كاساندرا كيل على موقع Soccerway.com (الإنجليزية)
- كاساندرا كيل على موقع أوليمبيديا (الإنجليزية)
- كاساندرا كيل على موقع اللجنة الأولمبية الأسترالية (الإنجليزية)